# Roxas (Oriental Mindoro)
Roxas is een gemeente in de Filipijnse provincie Oriental Mindoro op het eiland Mindoro. Bij de laatste census in 2007 had de gemeente bijna 47 duizend inwoners.

## Geografie

### Bestuurlijke indeling
Roxas is onderverdeeld in de volgende 20 barangays:
| - Bagumbayan - Cantil - Dangay - Happy Valley - Libertad - Libtong - Little Tanauan - Mabuhay - Maraska - Odiong | - Paclasan - San Aquilino - San Isidro - San Jose - San Mariano - San Miguel - San Rafael - San Vicente - Uyao - Victoria |

## Demografie
Roxas had bij de census van 2007 een inwoneraantal van 46.711 mensen. Dit zijn 5.446 mensen (13,2%) meer dan bij de vorige census van 2000. De gemiddelde jaarlijkse groei komt daarmee uit op 1,72%, hetgeen lager is dan het landelijk jaarlijks gemiddelde over deze periode (2,04%). Vergeleken met de census van 1995 is het aantal mensen met 12.666 (37,2%) toegenomen.

De bevolkingsdichtheid van Roxas was ten tijde van de laatste census, met 46.711 inwoners op 85,26 km², 547,9 mensen per km².